# Carnaval de Terra Endins
El Carnaval de Terra Endins o, també conegut, Carnaval de Torelló és una festa multitudinària que engloba diversos actes que fan que el poble visqui més d'una setmana de disbauxa començant des de la Presentació de Carnaval fins a finalitzar amb l'Enterrament de la Sardina.
La popularitat d'aquest carnaval té a veure amb la participació. És un carnaval multitudinari per a tothom que vulgui lluir les seves disfresses a la rua.
L'esdeveniment té lloc a la població de Torelló, un poble de la província de Barcelona, que té aproximadament uns 14.000 habitants pero en època de carnaval pot arribar a reunir unes 60.000 persones, entre els mesos de febrer i març segons el calendari.
Segons el rànquing el Carnaval de Terra Endins es troba en tretzena posició del rànquing global dels millors carnavals.

## Història

### Orígens
L'any 1977 es funden els inicis del Carnaval, quan un grup de jovent surt al carrer disfressat i amb música. L'any següent,1978, hi ha la Primera edició del Carnaval de Terra Endins organitzat per un grup de joves i la música a càrrec de l'orquestra Balaguer fent una cercavila.
El 2007 s'instaura una nova normativa, la figura del Rei Carnestoltes canviarà cada any. Fins aleshores la figura del Rei Carnestoltes havia passat per poques mans. L'any 2014 amb la 36 edició hi ha molts canvis, un nou ball de carnaval, canvi a la rua que aquesta deixa de passar pel carrer Sant Miquel i el carrer Sant Bartomeu fent que el jurat s'instal·li al balcó de la Cooperativa.
“Donat el creixement de algunes colles carrosaires i la majestuositat i volum d’algunes carrosses, el pas per l’estret carrer Sant Bartomeu s'havia convertit en un problema per la seguretat, tant dels actors com dels espectadors, ja que l’espai era molt limitat i en cas d’una emergència hagués resultat molt difícil reaccionar”
El 2018 torna la clàssica cercavila de la Rua de Carnaval passant pel carrer Sant Miquel Una altra novetat és el relleu de Sa Majestat Carnestoltes, que per tercera ocasió en total la història del Carnaval serà una dona. A partir d'aquest any el relleu serà altern, un any reina, i el següent rei.

### Actualment[Quan?]
La ruta de la Rua de Carnaval comença a la Plaça de la Sardana amb la concentració de les carrosses des del matí. Segueix pel carrer Canigó, l'avinguda de la Generalitat, la plaça Sant Fortià, el Pont de Can Pujades, la plaça Pujol, el carrer Sant Miquel on hi ha instal·lat el jurat, el carrer Estudis, la plaça Germà Donat, el carrer Anselm Clavé, el carrer Diputació, el carrer Cònsol i amb el fi de rua a la plaça Joanot Martorell.

## Actes

### Senyoretes i Homenots
La celebració es remunta des de l'any 1984 quan un divendres al vespre, abans de la Rua de Carnaval, una colla de joves van sortir al carrer disfressats de dona fent una cercavila. Any rere any la festa va anar consolidant-se i afegint nous aspectes com la icònica pasarel·la que s'iniciava el 1989. El 1992 va aparèixer el carrer del sexe, ubicat al carrer Sant Feliu, un dels característics espais de la festa, anys més tard va desaparèixer.
El 2009 s'incorporen a l'acte les primeres dones vestides d'home i es converteix en Senyoretes i Homenots. A partir d'aquest any cada vegada la festa ha estat més nombrosa i el divendres al vespre es pot veure com les Senyoretes i els homenots inunden els carrers de Torelló i desfilen per la passarel·la de la plaça nova.
El 2020 l'Associació Cultural de Deixebles de Sant Feliu organitza la primera edició del concurs de disfresses.

### Rua de Carnaval
El dia de la Rua de Carnaval és el punt àlgid del Carnaval de Terra Endins. És el dia on es mostra la feina feta durant els últims mesos, les hores de dedicació i l'esforç. Una feina que comença en acabar l'estiu fins al dia assenyalat. La Rua de Carnaval compta amb la participació de més de vint carrosses i comparses segons la categoria. Les carrosses estan decorades al voltant d'un tema per competir i lluir-se davant del jurat i normalment el tema no és revelat fins al final, així i tot, és complicat aquest secretisme, ja que la majoria de carrossaires comparteixen nau, la nau de Can Cata.
L'ordre de sortida de les carrosses es fa mitjançant un sorteig que es fa el dimecres de la mateixa setmana a través de Ràdio Ona (107.4 FM) a càrrec de La Rotativa i en les últimes edicions hi ha retransmissió pel youtube. En el sorteig hi poden participar els representants de cada colla carrossaire al local de Ràdio Ona.

### Carnaval Infantil
El Carnaval Infantil és un acte pensat exclusivament pels infants que se celebra al pavelló esportiu amb la participació d'un espectacle. A l'acte hi participa el Ball de les Esquerranes, que són opositores al Rei o Reina Carnestoltes. L'esdeveniment se celebra dels de l'any 1988 i antigament tenia una Rua infantil.

## Actes fora de programa
La Festa Hortera o Bad Taste és una festa que es feia a la sala El Moscou fins a l'any 2020. Les dues edicions posteriors van ser cancel·lades pel Covid-19 i per malentesos entre la sala i Deixebles de Sant Feliu, els organitzadors de l'acte. La Festa Hortera va aparèixer per primera vegada l'any 2007 i l'any 2011 es va començar a fer a la sala El Moscou
El Carnaval Remember és tal com l'esdeveniment indica una festa de carnaval amb una temàtica passada que té lloc el dimarts de Carnaval al Bar L'Animal. Antigament, abans en feia a El Galliner, però amb el seu tancament va adoptar la festa L'Animal.
El Xupar de gats és un sopar que té lloc al Bar Frankfurt Munich, però en les últimes edicions ha canviat al Bar Big-Bag. Es tracta d'un sopar amb un joc de postres, llançament de flams. L'indumentària del sopar és una bossa d'escombraries i un motxo de fregar al cap. El xupar de gats es fa el dimecres de Carnaval i l'activitat es va iniciar el 2002.
La Cursa de Carnaval també és el dimecres de Carnaval. És una cursa on tots els participants van disfressats. L'inici d'aquesta cursa té lloc el 2015.

## Entitats

### PIOC
“Creiem que el nostre projecte està esgotat i que el millor que podem fer pel Carnaval es cedir el testimoni, agraïm tota la confiança que ens heu tingut i tota la bona feina que heu fet”, diu l’entitat al comunicat. “Ja tindrem temps d'acomiadar-nos, ara però encara tenim un Carnaval per endavant així que amunt amunt i força Carnaval”
L'acomiadament de l'entitat va tenir lloc el 12 de març de 2016 en una festa a la sala El Moscou.

### ACTE
Actualment, hi ha l'entitat d'Acte en la que van agafar el relleu de PIOC el 2016 i van celebrar el primer carnaval organitzar per ells el 2017.